# 姜謩
姜謩（6世纪？—627年），秦州上邽人（今甘肃省天水市），唐朝政治人物。
在隋朝大业末年担任晋阳县令，与留守太原的唐国公李渊相结交。李渊起兵时，设立大将军幕府，姜謩官拜大将军府司功参军，跟随李渊征讨。
李渊入长安后，成为相国，任命姜謩为相国胄曹参军，封长道县公，并和窦轨被派到陇右进行招抚，后河池、汉阳二郡归附李渊。后被薛举赶回长安。李渊称帝后，历任员外散骑常侍，平定薛仁杲后，出任秦州刺史，衣锦还乡。参与平定凉州，后转任陇州刺史，武德七年（624年），在陇州告老卸任。贞观元年（627年）去世，追赠岷州都督，谥曰安。子为姜行本、孙姜简。

## 家族
属天水姜氏，关陇世族之一：
- 祖父：姜真，后魏南秦州刺史。
- 父亲：姜景，北周梁州总管、建平郡开国公，食邑三千户，赐姓宇文氏。
- 儿子：姜行本，与侯君集讨平高昌，进封金城郡开国公，贞观十七年，征高句丽时在盖牟城中流矢身亡，追赠左卫大将军、郕国公，谥曰襄，陪葬昭陵。
  - 孙子：姜简，袭郕国公，永徽中，官至安北都护府都护。
    - 曾孙：姜晞，袭郕国公，礼部侍郎，开元初任左散骑常侍。

  - 孙子：姜遐，为一美男子，武则天时，官至左鹰扬卫将军、通事舍人、内供奉。
    - 曾孙：姜皎，唐玄宗宠臣，封楚国公，官至太常卿、秘书监。后失宠，被处以杖刑后配流岭外，行至汝州(现河南汝州)而卒。
      - 玄孙：姜庆初，袭封楚国公。与李林甫为表兄弟，天宝十载，尚玄宗女新平公主，授驸马都尉。永泰元年，拜太常卿。

    - 曾孙：姜晦，官至吏部侍郎，与兄姜皎同朝为官，后因兄弟俩权势太盛，调任宗正卿。后因姜皎案牵连左迁春州司马、海州刺史。
- 儿子：次子姜某，贞观十八年娶李元吉女归仁县主。

## 延伸阅读
[在维基数据编辑]
 《舊唐書·卷59》，出自刘昫《舊唐書》
 《新唐書/卷091》，出自《新唐書》